# Kecel
Kecel là một thành phố thuộc hạt Bács-Kiskun, Hungary. Thành phố này có diện tích 114,48 km², dân số năm 2010 là 8844 người, mật độ 77 người/km².